# Pénitencier d'État de Virginie
Ne doit pas être confondu avec Pénitencier d'État de Virginie-Occidentale.
Virginia State Penitentiary
Le pénitencier de l'État de Virginie (en anglais : Virginia State Penitentiary) est une ancienne prison d'État américaine située à Richmond, en Virginie. Vers la fin de sa période d'activité, il relevait du département des services correctionnels de Virginie.

## Histoire

### Première prison
Ouverte pour la première fois en 1800, la construction de la première prison est achevée en 1804 et a été construite grâce à un mouvement de réforme précédant sa construction. Thomas Jefferson a initié ces réformes et a soumis un projet initial qui n'a cependant pas été réalisé. Le bâtiment d'origine était la première conception américaine de Benjamin Henry Latrobe, qui a ensuite conçu le bâtiment du Capitole des États-Unis. Au début du XIXe siècle, le pénitencier exploitait une fabrique de clous dont le personnel était composé de prisonniers. Elle était en concurrence directe avec l'usine de clous de Thomas Jefferson et l'usine d'Alexandria de Catharine Flood McCall (en), qui employaient des travailleurs esclaves et libres. Le pénitencier devint rentable en 1807 grâce aux clous et autres produits fabriqués par les prisonniers. En 1815, cela a sapé les entreprises de McCall et de Jefferson, qui ont finalement toutes deux fermé leurs portes.
L'établissement abritait, dans le bâtiment A, le couloir de la mort et la chambre d'exécution pour hommes de l'État de Virginie. En 1908, les autorités de l'État adoptent un projet de loi visant à « établir un lieu permanent dans le pénitencier d'État de Richmond, en Virginie, pour l'exécution des criminels d'État sur lesquels la peine de mort [avait] été imposée». Le projet de loi modifie ainsi la méthode d'exécution applicable en Virginie, qui recourait à la pendaison, afin de la remplacer par la chaise électrique puis est signé par le gouverneur Claude A. Swanson le 16 mars 1908 et entre en vigueur le 1er juillet 1908. La première exécution par électrocution de la prison fut celle d'Henry Smith qui a eu lieu le 13 octobre 1908 dans le sous-sol du bâtiment A.

#### Seconde prison
En 1928, le bâtiment d'origine est démoli et une nouvelle prison est construite, toujours à Richmond, sur le même site, juste au nord de la James River. L'établissement s'agrandit jusqu'à occuper un campus entier composé de blocs cellulaires entourés de murs élevés et de bâtiments administratifs. Le nouvel établissement est bordé par les rues Byrd, Spring, Belvedere et South 2nd.
La prison ferme ses portes en 1991 et la chambre d'exécution est transférée au centre correctionnel de Greensville (en) situé près de la ville de Jarratt. Le pénitencier de l'État de Virginie est démoli la même année. Le site appartient désormais à la société Afton Chemical.

## Détenus notables
- Virginia Christian – Délinquant juvénile ; exécuté pour le meurtre de son patron en 1912.
- Floyd Allen (en) – Reconnu coupable de meurtre de masse pour son rôle dans une fusillade dans un palais de justice ; exécuté le 28 mars 1913. L'un des fils de Floyd, Claude, qui a participé à la fusillade et a également été condamné à mort, a été exécuté 11 minutes après lui.
- Odell Waller (en) – Reconnu coupable de meurtre et exécuté en 1942.
- Henry Lee Lucas – Tueur en série ; a purgé une peine dans l'établissement après avoir été condamné pour cambriolage dans les années 1950.
- Jeremiah McCray (en) – Tueur en série ; exécuté en 1958.
- Thomas Brooks III (en) – Meurtrier reconnu coupable ; a purgé sa peine au pénitencier de l'État de Virginie avant d'être transféré dans une équipe de travail pénitentiaire. Il s'est évadé en août 1970 et n'a jamais été repris.
- Frank J. Coppola (en) – Condamné pour avoir volé et assassiné une femme ; exécuté le 10 août 1982, première personne exécutée en Virginie après que l'État ait rétabli la peine capitale.
- Linwood Earl Briley (en) – Tueur en série et tueur à la chaîne et l'un des [[Frères Briley|frères Briley (en)]] ; exécuté le 12 octobre 1984.
- [[James Briley|James Dyral Briley (en)]] – Tueur en série et tueur à la chaîne et l'un des [[Frères Briley|frères Briley (en)]] ; exécuté le 18 avril 1985.
- Morris Mason (en) – « Le tueur de la côte Est » ; exécuté le 25 juin 1985.
- Wilbert Lee Evans (en) – Reconnu coupable de meurtre ; exécuté le 17 octobre 1990, lors d'une exécution bâclée.
- Buddy Justus (en) – Tueur à la chaîne ; exécuté le 13 décembre 1990, dernière personne exécutée au pénitencier de l'État de Virginie.